# Whatever You Like
Whatever You Like is een single van de Amerikaanse rapper T.I. uit 2008. Het stond in hetzelfde jaar als zesde track op het album Paper Trail, waar het de tweede single van was, na No Matter What.

## Achtergrond
Whatever You Like is geschreven door Clifford Harris, David Siegel en Jason Scheffer en geproduceerd door Jim Jonsin. Het is een "southern hiphop"-nummer en in het nummer versiert de zanger een vrouw door aan te bieden dat ze alles mag hebben dat ze wil. Het lied was een grote hit voor de rapper, met de twee eerste plaatsen in de Verenigde Staten en in Nieuw-Zeeland als hoogtepunt. Er waren geen andere top 10 noteringen. In Nederland was de hoogste positie de 25e plek in de Top 40. In de Single Top 100 kwam het tot de 45e plek. In geen van de Belgische hitlijsten stond het nummer genoteerd, al kwam het wel tot de 20e plek van de Vlaamse tiplijst.